# Pamphalea
Pamphalea là một chi thực vật có hoa trong họ Cúc (Asteraceae).

## Loài
Chi Pamphalea gồm các loài: